# En skön historia (film, 1940)
En skön historia (engelska: The Philadelphia Story) är en amerikansk romantisk komedifilm från 1940 i regi av George Cukor med bland andra Cary Grant, Katharine Hepburn och James Stewart i de ledande rollerna. Filmen hade svensk premiär den 25 augusti 1941. Filmen är baserad på en Broadwaypjäs skriven av Philip Barry, i vilken Katharine Hepburn hade spelat samma roll som i filmen. Det var hon själv som ägde filmrättigheterna till pjäsen.

## Handling
Tracy Lord (Katharine Hepburn), en rik kvinna inom Philadelphias societet har skilt sig från C.K. Dexter Haven (Cary Grant), även han en person inom societeten. Istället ska hon gifta sig med den nyrike, men tråkige, George Kittredge (John Howard). Skvallertidningen Spy hotar med att publicera en skandalhistoria om hennes far om inte deras reporter, Macaulay "Mike" Connor (James Stewart), får komma till hemmet och skriva en artikel om bröllopet. Dit kommer också Tracys exmake. Förberedelserna inför bröllopet försvåras av att fästmannen George visar sig vara avundsjuk på att Tracy nu är omgiven av två tjusiga män, som båda flörtar med henne.

## Rollista i urval
| Cary Grant        | – C.K. Dexter Haven |
| Katharine Hepburn | – Tracy Lord        |
| James Stewart     | – Mike Connor       |
| Ruth Hussey       | – Liz Imbrie        |
| John Howard       | – George Kittredge  |
| Roland Young      | – Uncle Willie      |
| John Halliday     | – Seth Lord         |
| Mary Nash         | – Margaret Lord     |
| Virginia Weidler  | – Dinah Lord        |
| Henry Daniell     | – Sidney Kidd       |

## Priser och nomineringar
James Stewart tilldelades för sin insats en Oscar för bästa manliga huvudroll.